# Cilternsæte

Localisation des peuples mentionnés dans le Tribal Hidage. Les Cilternsæte apparaissent au nord de la Tamise, à l'ouest des East Sexena (Saxons de l'Est).

Les Cilternsæte (également Ciltern Sætan ou Cilternsætna) sont une tribu ou un royaume anglo-saxon établi dans les Chilterns. Leur nom signifie littéralement « les habitants des Chilterns » en vieil anglais.
Le Tribal Hidage leur attribue un territoire de 4 000 hides. Jamais très puissants, ils sont soumis d'abord au Wessex puis à la Mercie, qui finit par les absorber. 